# Брошантит
Брошанти́т (рос. брошантит; англ. brochantite; нім. Brochantit) — мінерал класу сульфатів.

## Історія
Брошантит вперше був виявлений в 1824 році в мідному родовищі «Міднокруданське» в Нижньому Тагілі / Єкатеринбурзі в російській Свердловській області і описаний Армандом Леві (1795—1841), який назвав мінерал на честь французького геолога Андре Брошан де Вільє (1772—1840).

## Загальний опис
Хімічна формула: Cu4[SO4](OH)6. Містить 69-70 % CuO. Сингонія моноклінна. Кристалічна структура субшарувата. Колір смарагдово-зелений до темно-зеленого; прозорий. Спайність довершена. Твердість 3,5—4. Густина 4.
Форми виділення: голчасті кристали, дрібнокристалічні друзи, натічні форми волокнистої будови. Характерний гіпергенний мінерал зони окиснення мідних родовищ в посушливих районах, де зустрічається спільно з малахітом, азуритом, купритом, хризоколою та ін.